# Pharetrophora orientalis
Pharetrophora orientalis là một loài tò vò trong họ Ichneumonidae.